# Замбезі (національний парк)
Національний парк Замбезі — національний парк, розташований вище за течією від водоспаду Вікторія на річці Замбезі в Зімбабве. Його було відокремлено від Національного парку "Водоспад Вікторія" у 1979 році. Його площа становить 56 тисяч гектарів. Дорога до Казунгули розділяє парк на дві частини.

## Фауна
Національний парк Замбезі це дім для великого різноманіття великих ссавців включно зі слонами, левами, буйволами та леопардами. На додаток до харизматичних представників «великої п'ятірки» присутні стада чорних шаблерогів, канн звичайних, зебр, південних жирафів, великих куду, кобів звичайних таі імпал. Крім того тут можна побачити багато дрібніших видів тварин.
У парку було помічено більш ніж 400 різновидів птахів. Серед особливих видів птахів парку вважаються сова-рибалка Пела, африканська шуліка, пальмовий дрізд, сокіл-ланнер, чапля-голіаф, скелястий і довгопалий жайворонок. Окрім птахів і наземних тварин, у парку мешкає 75 видів риб, у тому числі знаменита тигрова риба.

## Доступ
Найпростіший спосіб потрапити до національного парку Замбезі через Замбезі Рівер Гейм Драйв, яка є розгалуженою мережею доріг уздовж берегів Замбезі, доступ до якої здійснюється через головні ворота. Існує 25-кілометрова траса Chamabondo Game Drive, яка може перенести відвідувача в більш дику південну частину парку, і яка починається за 5 кілометрів на південь від міста Вікторія-Фолс; недалеко від дороги A8.